# 肖爾伍德 (伊利諾伊州)
肖爾伍德（英語：Shorewood）是位於美國伊利諾伊州威爾縣的一個村落。

## 地理
肖爾伍德的座標為41°31′06″N 88°12′54″W / 41.51833°N 88.21500°W，而該地最高點為海拔高度189米（即620英尺）。

## 人口
根據2010年美國人口普查的數據，肖爾伍德的面積為21.05平方千米，當中陸地面積為20.76平方千米，而水域面積為0.29平方千米。當地共有人口15615人，而人口密度為每平方千米741人。